# Mahna Mahna (Muppet)
Mahna Mahna is een paarse Muppet-handpop met holle oogkassen en wilde, oranje haren en baard, die gekleed gaat in groene, borstelige kledij. Samen met de Snowths is hij voornamelijk bekend door het opvoeren van "Mahna Mahna", het lied waarnaar hij vernoemd is. Zijn tekst blijft beperkt tot het uitroepen van zijn eigen naam en gescatte onzinwoorden.
Mahna Mahna trad voor het eerst op in The Ed Sullivan Show in 1969, toen de poppen hun sketch voor het eerst ten tonele voerden. Daarna werd het in verscheidene andere shows gespeeld, waaronder de pilot van The Muppet Show met als gast Juliet Prowse. Het personage kwam in deze aflevering meermaals voor, alsook in aflevering twee. Daarna was hij vrijwel alleen nog te zien in het publiek van de show.
In Muppets Tonight was een variatie van het lied te horen in de aflevering uit 1996 met Sandra Bullock. De tekst "Mahna Mahna" werd vervangen door het Engelse "Phenomenon" ("fenomeen") en ditmaal zong niet de pop Mahna Mahna, maar gast Sandra Bullock de hoofdtekst.

## Bip Bippadotta
Het nummer "Mahna Mahna" werd ook opgevoerd in het eerste seizoen van Sesame Street in 1969. Ditmaal door een Anything Muppet, die toen nog Mahna-Mahna werd genoemd. Begin jaren 70 werd zijn naam veranderd in Bip Bippadotta, om duidelijk te maken dat het om twee verschillende personages gaat. Ook werd zijn harige uiterlijk aan de tijdgeest aangepast. 
Bip Bippadotta komt ook voor in een aantal scènes in het Nederlandse programma Sesamstraat. In de Nederlandse versies van "Some, none" ("Sommige, niemand") en "Fat cat" wordt zijn stem vertolkt door Bill van Dijk; in laatstgenoemd liedje somt hij, met drie  zonnebrildragende en gezichtsloze Anything Muppets, een aantal rijmwoorden op die hij vervolgens in een zin aan elkaar scat.

## Poppenspelers
- Jim Henson: 1969–1976
- Bill Barretta: 2001–heden